# Kijima Airi
Kijima Airi (希島 あいり (Hi-Đảo Ái-Lị) 24 tháng 12 năm 1988 –) là một nữ diễn viên khiêu dâm, nữ thần tượng, người mẫu, tarento, nữ diễn viên và ca sĩ người Nhật Bản. Nickname của cô là Kijī (きじー) và Kijjī (きっじー). Cô thuộc về công ti Duo Entertainment.

## Sự nghiệp
- Trước khi vào ngành, cô làm việc với tư cách là chuyên gia làm đẹp.[2]
- Từ năm 2011, cô hoạt động với tư cách là người mẫu.
- 7/10/2010, cô tham gia Ebisu Muscats với tư cách là thành viên thế hệ thứ 9. Cô là thành viên mới cuối cùng được tham gia Ebisu Muscats. Vì cô thiếu độ dẻo dai cơ thể, các thành viên mới khác được sắp xếp hỗ trợ cô, và nhiều câu cửa miệng của cô trong nhóm có liên quan đến hình ảnh cơ thể cô, ví dụ như "B85 W58 H87" và "Một lời chào đến từ vùng đất dẻo dai".
- 7/4/2013, nhóm Ebisu Muscats được giải thể.
- 11/5/2013, cô tham gia nhóm thần tượng "Kissu." (きっす。) được thành lập bởi công ti chủ quản.
- 1/7/2013, cô thông báo rằng sẽ ra mắt ngành phim khiêu dâm và đã ra mắt độc quyền cho Idea Pocket vào ngày 1/8 cùng năm.[3]
- 4/2/25015, cô ra mắt ngành ca sĩ với bài hát "Kimi He Todoke" (君へ届け) được thu âm bởi Milky Pop Generation.
- 3/2/2016, album nhạc đầu tiên của cô "DIARY" được phát hành.
- 1/4/2016, cô thông báo sẽ chuyển hãng phim sang Attackers.[4]
- 5/3/2017, buổi độc diễn trực tiếp đầu tiên của cô "#KIJIMANIA★vol.1" được tổ chức tại J-SQUARE SHINAGAWA.[5]
- 4/10/2017, cô phát hành bài hát đơn thứ hai "Scarlet".[6]
- 13/12/2017, cô chuyển hãng phim sang Madonna[7]。
- 4/2/2018, cô diễn vai chính với tư cách là "Nữ hoàng thú tội ngày Valentine" và đã sử dụng tối đa các sản phẩm Nubra trong buổi quay phim trực tiếp "Minato, tôi sẽ tận hưởng em từ nay trở đi" (湊、今からだべるってよ).
- 1/4/2018, buổi độc diễn trực tiếp thứ hai của cô "#Kijimania vol.2"を được tổ chức tại Hatsudai DOORS.[8]
- 6/2018, cô chuyển hãng phim từ Madonna sang Tameike Gorō.[9]
- 8/2018, cô xuất hiện trong TOKYO IDOL FESTIVAL với tư cách là thần tượng solo.[10]
- 30/8/2018, cô thông báo cô sẽ xuất bản sách ảnh thông qua một dự án gọi vốn cộng đồng để kỉ niệm 5 năm ra mắt ngành phim khiêu dâm.[11]。
- 29/10/2018, dự án gọi vốn được đăng tải nhằm mục đích xuất bản sách ảnh kỉ niệm 5 năm vào ngành. Dự án sẽ kết thúc vào ngày 23/12, và đã gọi vốn được 8.513.777 yên vượt qua mục tiêu 3 triệu yên ban đầu, và số tiền đó được sử dụng để phát hành sách ảnh và mở một triển lãm ảnh.
- 17/4/2019, "Triển lãm ảnh Kijima Airi × Fukushima Yūji" được tổ chức tại phòng trưng bày LE DECO. Ban đầu triển lãm được dự kiến tổ chức trong 5 ngày đến ngày 21 cùng tháng, trên thực tế triển lãm đã được kéo dài thành 12 ngày đến ngày 28 cùng tháng.[12]
- 26/5/2019, buổi độc diễn trực tiếp thứ ba của cô "#Kijimania vol.3" được tổ chức tại Hatsudai DOORS.
- Tháng 11/2019, trùng với ngày 19/11 (Ngày Phụ nữ Trung niên), cô được chọn làm nữ diễn viên đại diện cho "Chiến dịch phim khiêu dâm phụ nữ trung niên đã kết hôn".[13]
- Từ năm 2020, cô thay đổi tư cách độc quyền của hãng phim và sẽ là nữ diễn viên độc quyền cho cả Madonna và Idea Pocket.[14] Ngày 31/3 cùng năm, cô thông báo sẽ tham gia lại Ebisu Muscats trong "Lễ hội thể thao nửa đêm Ebisu Muscats" (AbemaTV).[15] Về lí do tham gia, cô nói "khi tôi tham gia thế hệ đầu của nhóm, tôi chỉ có thể tham gia trong nửa năm" và "tôi muốn thể hiện sự trưởng thành của bản thân".[16]
- Tháng 8/2021, cô xếp thứ 54 trong "Bảng xếp hạng FLASH 2021 diễn viên nữ gợi cảm chọn bởi 300 độc giả".[17]
- 13-14/9/2022, cô xuất hiện với tư cách ca sĩ tại "Buổi kỉ niệm 10 năm Millegen LIVE Sweet Memories" được tổ chức tại Ruido Harajuku ở Tokyo.[18] Ngày 1/12, cô tham gia "Buổi thử giọng diễn viên lồng tiếng cho nhận vật Crimson Youma Taisen mới" của DMM GAMES.[19][20] Cô vượt qua cuộc bình chọn đầu tiên của người hâm mộ với vị trí thứ nhất, vượt qua cuộc bình chọn thứ hai của người hâm mộ với vị trí thứ nhất, và được chọn để đóng vai nhân vật "Mitsu Kuroba" (黒羽みつ).[21] Vào ngày 3/10, Crimson tổ chức một buổi phát trực tiếp trên YouTube, trong đó họ thông báo danh sách trúng tuyển một lần nữa, và Airi cũng đã xuất hiện trực tiếp trên sóng.

- Tháng 5/2023, cô xếp thứ 17 trong bảng "bầu cử nữ diễn viên phim khiêu dâm SEXY đang hoạt động 2023" của Asahi Geinō.[22]

## Đời tư
- Tên diễn "Kijima Airi" là sự kết hợp mong muốn của cô có chữ "ki" (希) trong tên giống đàn chị Kishi Aino và Kizaki Jessica và cái tên "Airi" cô mong muốn được đặt cho bản thân khi cô có con.
- Sở thích của cô là đọc sách và nấu ăn. Kĩ năng đặc biệt của cô là nhảy múa và chơi bóng rổ. Nhà văn cô yêu thích là Higashino Keigo. Các bộ truyện tranh cô yêu thích là Tình yêu học trò và Hokuto no Ken. Các món ăn yêu thích của cô là nikujaga, mì ramen, và bánh pudding. Cô thỉnh thoảng đăng ảnh các món cô tự nấu lên trang blog và Twitter. Điểm mạnh của cô là sự nghiêm túc và luôn đau đáu lo lắng cho mọi điều. Điểm yếu của cô là tốc độ, tính hợm hĩnh, sự cô đơn và cô có tính hay khóc. Cô luôn mặc cảm về ngực nhỏ của bản thân, và cô thậm chí còn tự trêu đùa về điều đó.
- Trong album nhạc "DIARY" của cô, cô đã viết lời cho 4 trong 7 bài của album.[1]
- Cô có một người em trai nhỏ tuổi hơn.